# Llaurí
Llaurí è un comune spagnolo di 1 402 abitanti situato nella comunità autonoma Valenciana.